# Prekodolce
Prekodolce (em cirílico: Прекодолце) é uma vila da Sérvia localizada no município de Vladičin Han, pertencente ao distrito de Pčinja, na região de Južno Pomoravlje. A sua população era de 1657 habitantes segundo o censo de 2011.

## Demografia
| 1948 | 1953 | 1961 | 1971 | 1981 | 1991 | 2002 | 2011 |
| ---- | ---- | ---- | ---- | ---- | ---- | ---- | ---- |
| 872  | 960  | 1007 | 1212 | 1471 | 1848 | 1625 | 1657 |